# Система збереження даних за змістом
Система збереження даних за змістом (англ. Content-addressable storage, CAS) — це така архітектура збереження та пошуку даних, в якої ідентифікація даних відбувається за їх вмістом, а не за штучно наданим ім'ям. Для цього використовуються перетворення всього масиву даних за допомогою геш-функції в його унікальне ім'я. За використанням, дуже схоже на асоціативний масив, де ключем пошуку даних є розраховане унікальне ім'я. Та на відміну від асоціативного масиву винайдений геш даних, використовується в якості підтвердження цілістності та ідентичності даних, а пошук адреси зберігання є вже похідним. 
Така архітектура дозволяє позбутися дублювання даних, побудувати децентралізовану систему зберігання та пошуку інформації. Також забезпечує суттєву надійність, через відсутність єдиної точки відмови.
Механізм  рішення призначений виключно для статичних, незмінних даних. Якщо зміниться файл, то зміниться його геш-сума і він буде мати зовсім інший ІД. Така архітектура не підходить для застосувань в яких дані змінюються. В таких випадках потрібно застосовувати архітектуру, яка знаходить дані за видавником. В цьому випадку, механізми перевірки достовірності даних вже інші, вони засновані на використанні відомостей поширювача, насамперед, його цифрового підпису.

## Див також
- Асоціативна пам'ять